# Daniel Jukic (taekwondo)
Daniel Jukic es un deportista australiano que compitió en taekwondo. Ganó una medalla de bronce en el Campeonato Mundial de Taekwondo de 2003, en la categoría de –78 kg.

## Palmarés internacional
| Campeonato Mundial | Campeonato Mundial | Campeonato Mundial | Campeonato Mundial |
| Año                | Lugar              | Medalla            | Categoría          |
| ------------------ | ------------------ | ------------------ | ------------------ |
| 2005               | Madrid (España)    | Medalla de bronce  | –78 kg             |